# Älvsereds kyrka
Älvsereds kyrka är en kyrkobyggnad i Älvsereds tätort i Falkenbergs kommun. Den tillhör Älvsereds församling i Göteborgs stift. 

## Bakgrund
Dagens vita träkyrka byggdes 1838 och efterträdde då en äldre kyrka, som revs i samband med att den nya byggdes. Kyrkan ligger i landskapet Västergötland, helt nära gränsen till Halland och tillhörde fram till 1971 Mjöbäcks pastorat i Kinds kontrakt, men flyttades till Fagereds pastorat då länsgränsen flyttades och församlingen tillfördes Falkenbergs kommun.

## Kyrkobyggnaden

### Den gamla kyrkan
Den tidigare kyrkan i Älvsered var också en träkyrka, belägen helt nära Högvadsån på fastigheten Stommen, knappt två kilometer söder om nuvarande kyrkplats. Den gamla kyrkan var 15,5 meter lång, 6,5 meter bred och 4,15 meter hög. Det av Johan Adolf Spaak bemålade taket, väggarna och predikstolen försvann med kyrkan.  Sista predikan hölls där den 9 oktober 1836. Platsen och dess ödekyrkogård är utmärkt med en minnessten och används ibland för friluftsgudstjänster.

### Den nya kyrkan
Den nya kyrkan fick sin placering på en kulle i byn Toppered och där växte med tiden ett litet samhälle upp. Den uppfördes i trä 1836–1837 av byggmästare Johannes Pettersson från Göksholmen i Sandhults socken efter ritningar av Theodor Edberg. Kyrkan mäter: 20,4 meter i längd och 10,2 meter i bredd. Den invigdes den 2 december 1838 av församlingens dåvarande kyrkoherde Sven Johan Meuller.
Byggnaden är utförd i nyklassicistisk stil. Det är en enskeppig salkyrka som består av ett långhus med femsidigt kor i öster, torn i väster med lanternin och huv samt ett tornur, krönt med enkelt kors på klot. I norr finns en vidbyggd sakristia. Den har fem fönsteraxlar med stora rundbågiga fönster och sydportal. Timmerstommen är panelklädd och vitmålad och byggnaden är utvändigt mycket välbevarad sedan byggnadstiden med omsorgsfullt utförda dörr- och fönsteromfattningar. Johannes Pettersson uppförde efter bygget i Älvsered ytterligare fyra nästan identiskt lika kyrkor i Ambjörnarp, Skephult, Mjöbäck och Sjötofta.

## Inventarier
- Den tidigmedeltida dopfunten är sammanställd av delar från två funtar med helt olika material.[3]
  - Cuppan är huggen i granit och saknar utsmyckning. Den är krukformad med en cylindrisk överdel och något buktande nedtill. Höjden är 45 cm. Uttömningshål saknas.
  - Foten är utförd i en mörkare hornblände-bergart och 39 cm hög. Den är plintformad, nedtill rundad och upptill formad som en stympad kon med en kraftig vulst överst.
- En mässingskrona från 1700-talet är bevarad och hänger idag tillsammans med tre kopior av denna i kyrkan.
- Inredning var vid invigningen helt nytillverkad av Johannes Andersson i Mjöbäck.
- Altaruppsatsen är bevarad, men själva altarprydnaden som tidigare utgjordes av korset med svepduken, är sedan 1921 ersatt av en målad altartavla på temat ”Låten barnen komma till mig” (Mark 10:14) utförd av John Hedæus.
- Predikstolen som tillkom 1836 är intakt och är målad i sina ursprungliga färger: vitt, blågrått och guld. Upphovsman var en av Mjöbäcksnickarna.
- Bänkinredningen med slutna bänkkvarter, prästbänk och kyrkvärdsbänk i koret ersattes med en helt ny inredning i samband med en omfattande renovering 1978.
- Vid dopfunten står ett enkelt dopaltare i trä med en stor sjuarmad ljusstake, som tidigare haft sin plats på kyrkans högaltare.
- På väggen bakom hänger en dopgobeläng som, i likhet med kormattan med de liturgiska färgerna vitt, grönt, rött och violett som huvudtema, är vävd 1967 efter ritning av konstnären Agda Österberg. Dopgobelängen symboliserar den heliga treenigheten.
- Ljuskronorna i kyrkorummet utgörs dels av en kristallkrona, skänkt till församlingen 1968 och dels av fyra mässingskronor, varav en är från 1700-talet och alltså ett bevarat inventarium från den gamla kyrkan.

### Klockor
- Storklockan är mindre än den i Hössna kyrka men snarlik till formen och nästan lika grov och otymplig. Åldern kan därmed uppskattas till omkring 1350. Den är gjuten av mäster Håkan och försedd med runinskrift, fyra små märken och vad man förmodar är Haquini gjutarmärke. Inskriften lyder rättvänd: + ave maria : iessus åtföljd av gjutarens namn: + hAqvinus p +.[4]
- Lillklockan inköptes 1875 från Mårdaklevs kyrka. Den är enligt inskriptionen omgjuten 1830 och tillhörde Mårdaklevs 1600-talskyrka som revs vid denna tid.

### Orglar
Orgelfasaden sattes upp år 1890, samma år som kyrkan fick sin första piporgel och används fortfarande. Den var tillverkad 1864 av Carl Nilsson i Ullared för Okome kyrka, men inköptes begagnad därifrån. Dispositionen på den äldsta orgeln är inte känd. Den var dock en-manualig med omfånget C-f³ och hade bihangspedal utrustad med omsorgsfullt snidade taster och med omfånget C-f. År 1921 ombyggdes orgelverket genomgripande, varvid en pneumatisk två-manualig orgel med tio stämmor tillkom. Tillverkare var Lindegren Orgelbyggeri AB.

#### Disposition på den tidigare orgeln
| Manual I C-f³     | Manual II C-f³ | Pedalverk C-f¹ | Koppel       |  |
| Borduna 16'       | Salicional 8'  | Subbas 16'     | I / II       |  |
| Principal 8'      | Rörflöjt 8'    | Violoncell 8'  | I / Pedal    |  |
| Gamba 8'          | Violin 4'      |                | II / Pedal   |  |
| Flöjt Harmonik 4' |                |                | Oktav I Man  |  |
| Oktava 4'         |                |                | Oktav II Man |  |

Nuvarande orgel är byggd 1964 av Tostareds Kyrkorgelfabrik och har tretton stämmor.

#### Disposition på den nuvarande orgeln
| Huvudverk C-g³ | Bröstverk C-g³ | Pedalverk C-f¹ | Koppel                 |  |
| Manual I       | Manual II      | Subbas 16'     | I/II                   |  |
| Rörflöjt 8'    | Gedakt 8'      | Principal 8'   | I/Pedal                |  |
| Principal 4'   | Rörflöjt 4'    | Koralbas 4'    | II/Pedal               |  |
| Ged. Flöjt 4'  | Principal 2'   |                | Svällverk på Manual II |  |
| Gemshorn 2'    | Cymbel 2 ch    |                |                        |  |
| Mixtur 3 ch    | Regal 8'       |                |                        |  |

## Interiörbilder

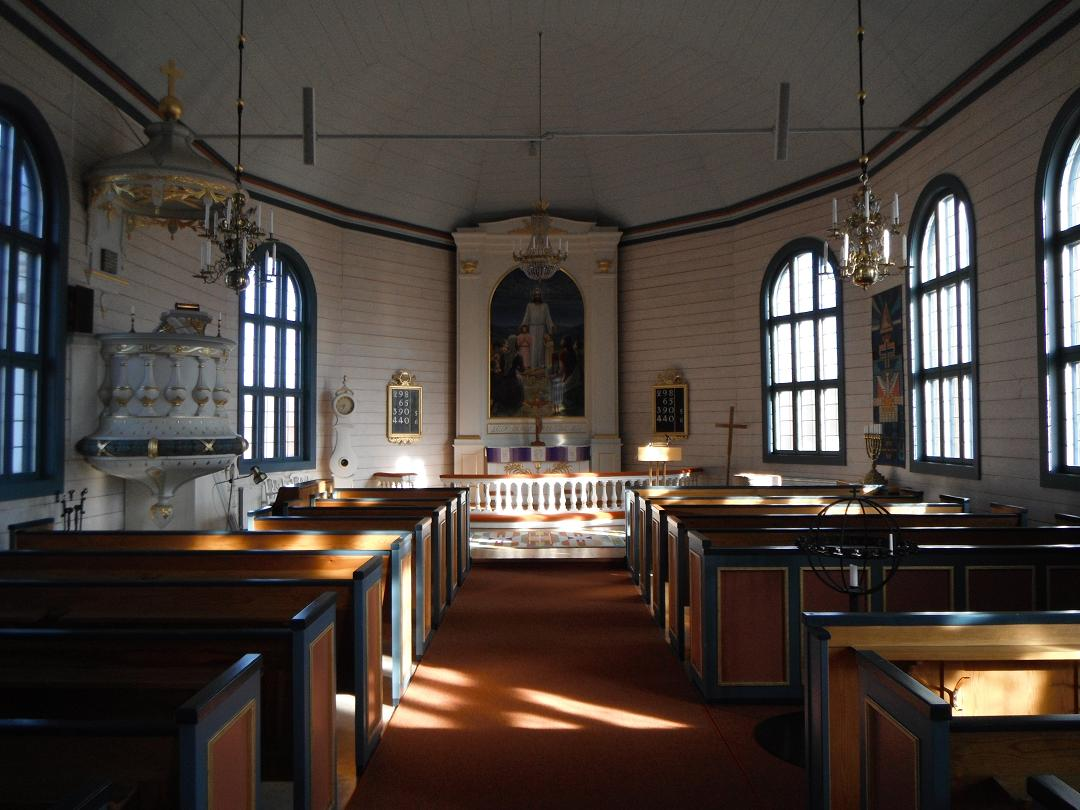
Interiör mot koret
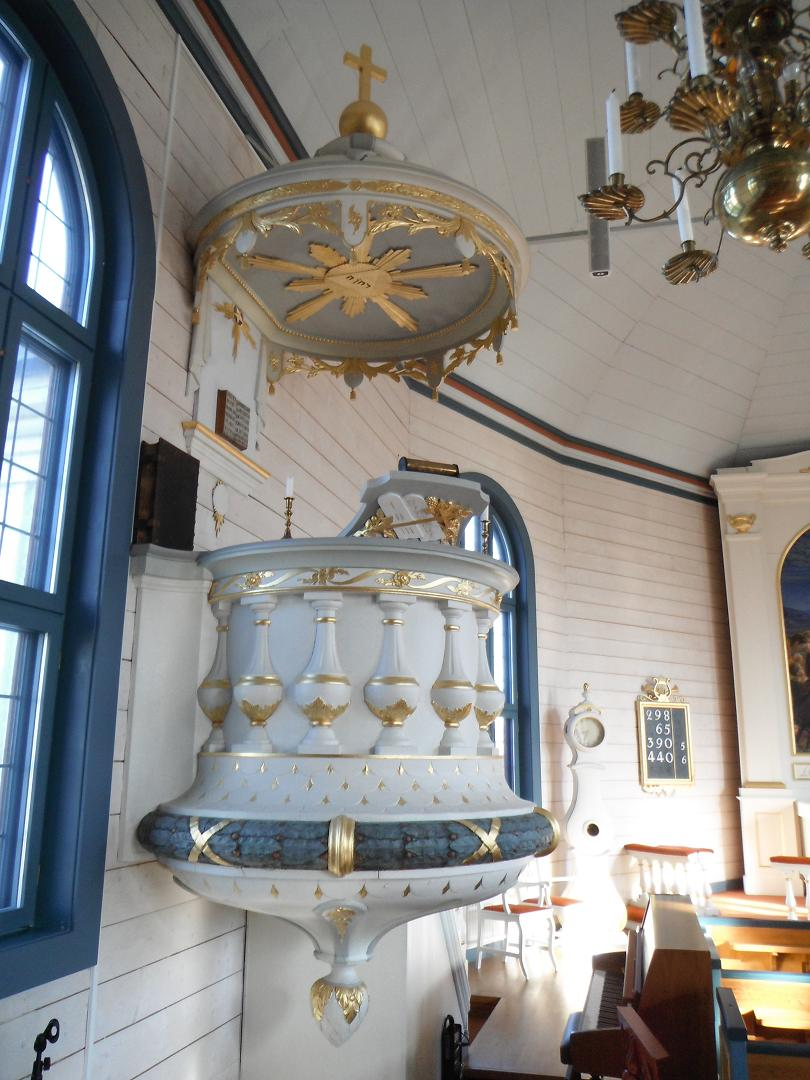
Predikstolen tillverkad i Mjöbäck
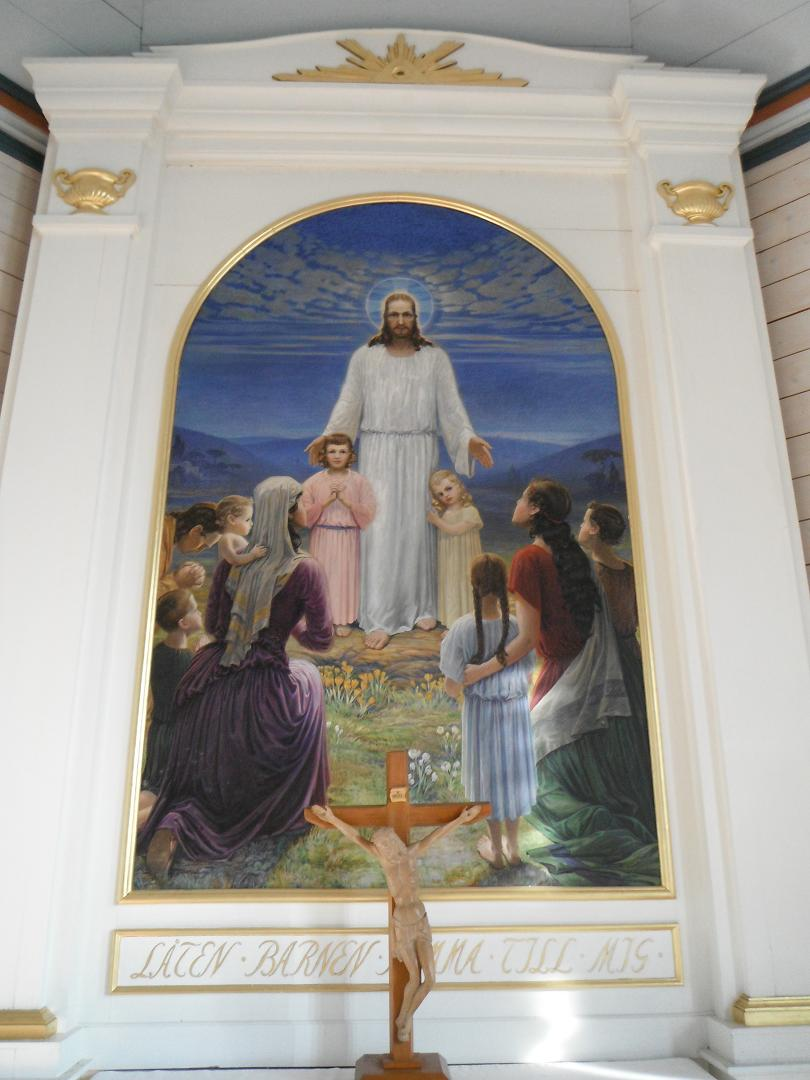
Altartavlan från 1921 målad av John Hedæus
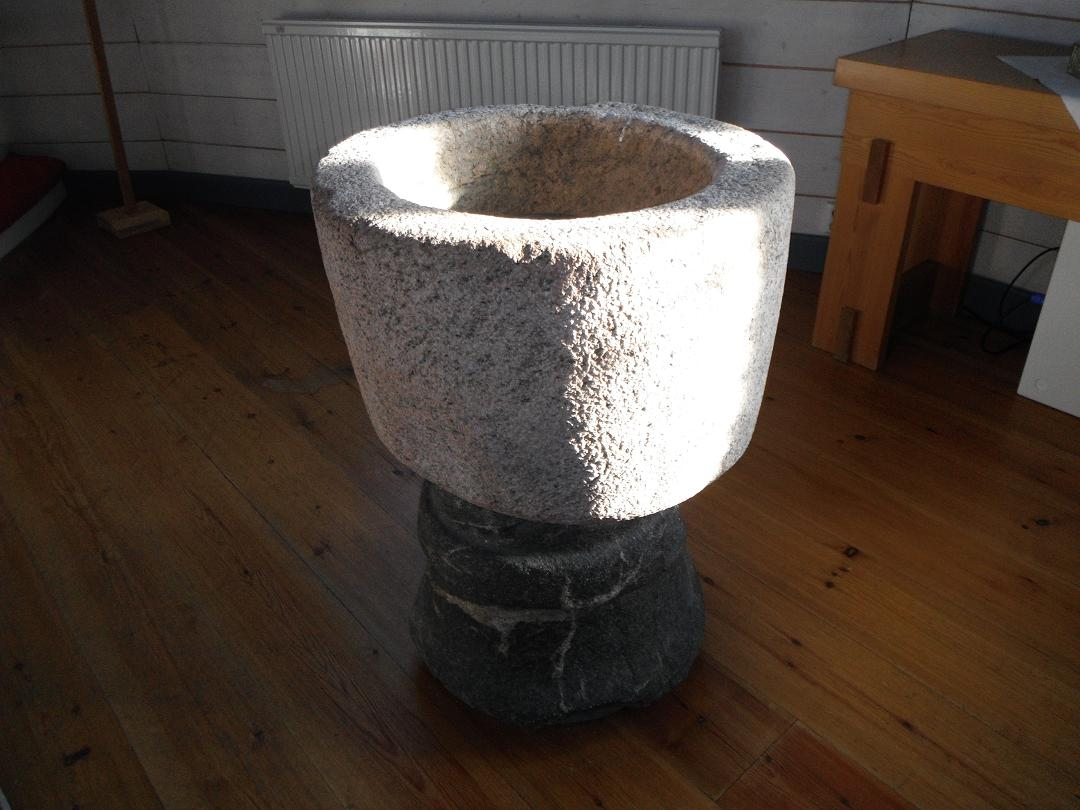
Dopfunten
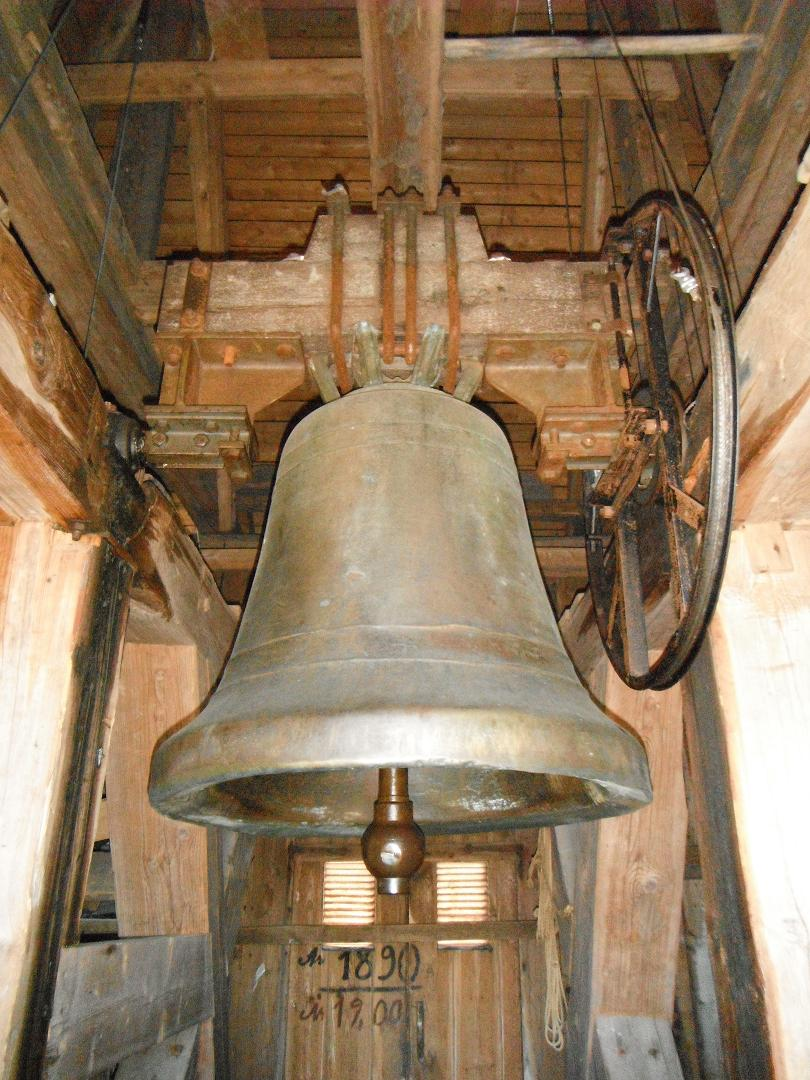
Den gamla klockan tillverkad av mäster Håkan på 1300-talet
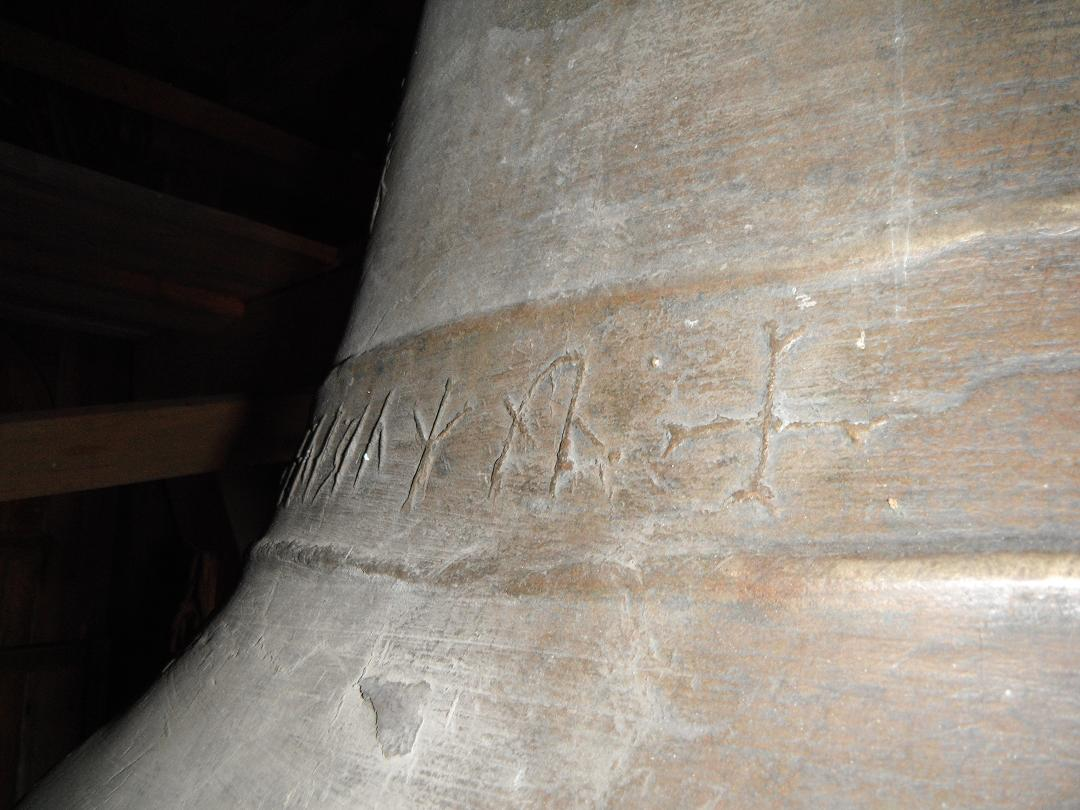
Klockans runinskrift i detalj

## Illustrationer av orglar

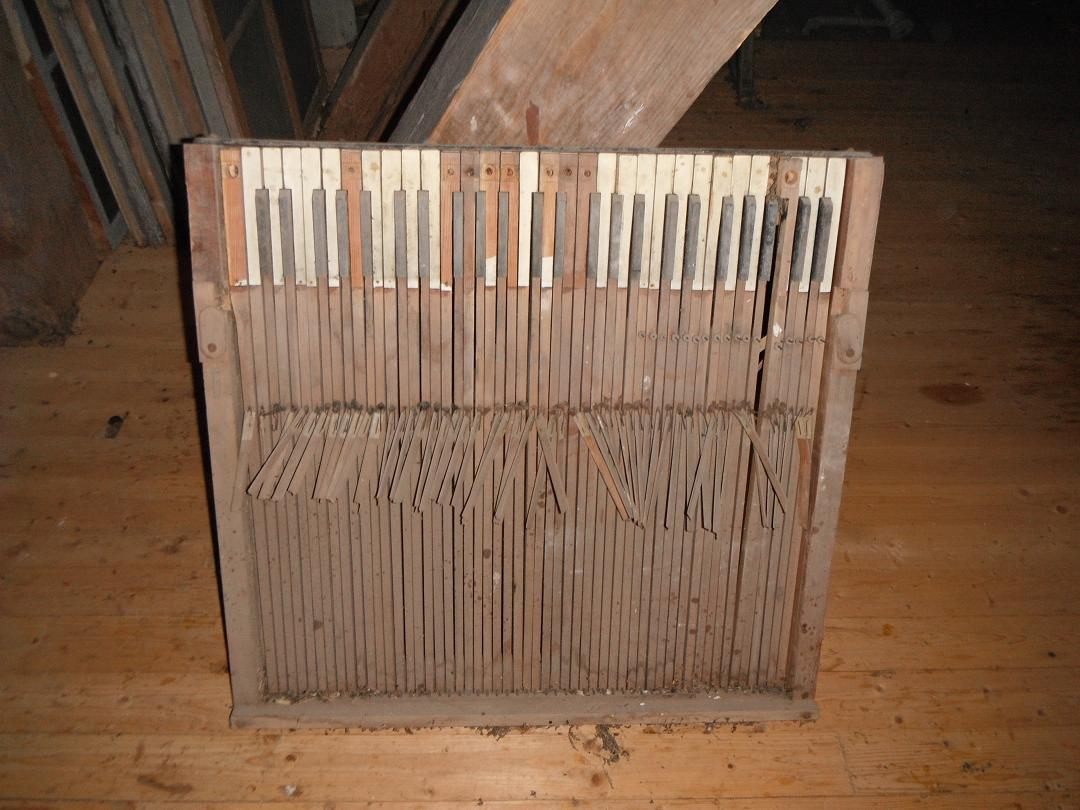
Det bevarade spelbordet till kyrkans första piporgel tillverkad av Carl Nilsson
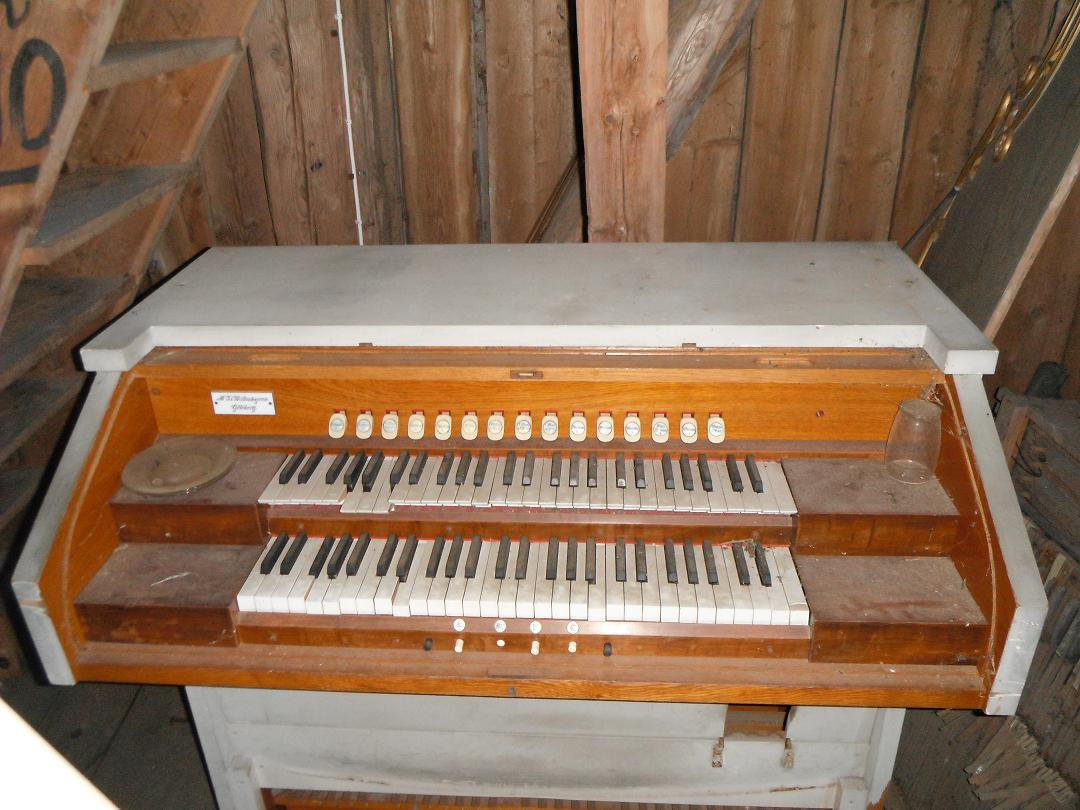
Spelbordet till Lindegren-orgeln från 1921 som förvaras i tornet
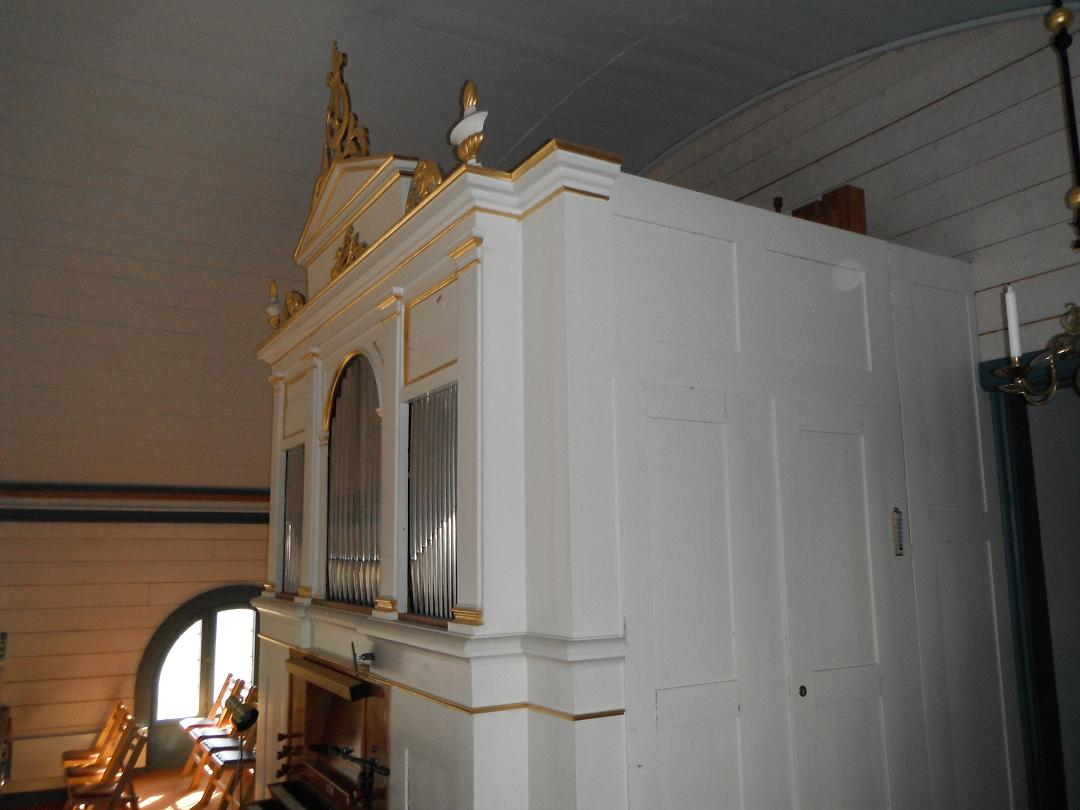
Orgelhuset ursprungligen uppsatt i Okome kyrka år 1864, men flyttat till Älvsered
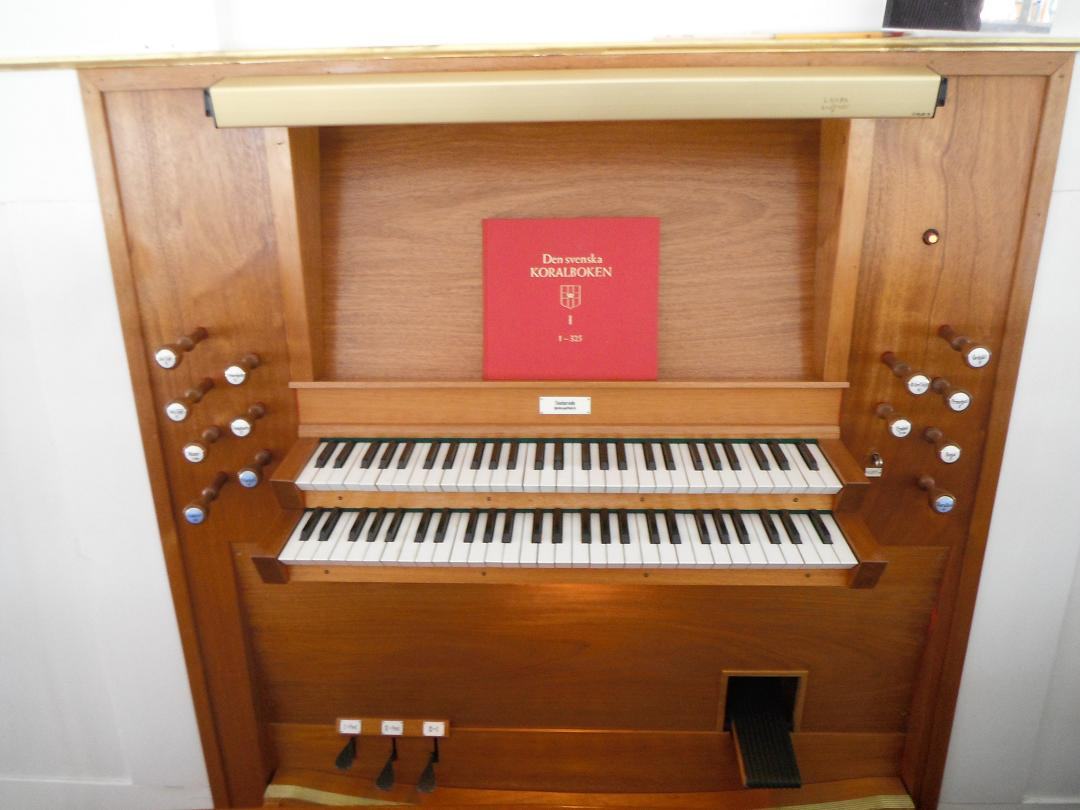
Spelbordet till Tostaredsorgeln från 1964

## Förteckning över kyrkoherdar i Älvsered
| Nummer | Tjänstgörande år | Namn                                     | Född             | Död                         | Övrigt                                                                                                 |
| ------ | ---------------- | ---------------------------------------- | ---------------- | --------------------------- | --- |
| 1.     | 1314             | Boecius                                  | -                | -                           | Bevittnar 1314 ett gåvobrev till Gudhems kloster                                                       |
| 2.     | 1593             | Haquinus (Håkan)                         | -                | -                           | Underskrev Uppsala mötes beslut 1593                                                                   |
| 3.     | cirka 1640       | Bengt Larsson                            | -                | -                           | - |
| 4.     | 1660-1679        | Peder Lachonius                          | -                | 1679                        | - |
| 5.     | 1670-talet-1708  | Benedict Petri Lachonius (Bengt Persson) | 11 november 1638 | 11 januari 1708             | Son till företrädaren                                                                                  |
| 6.     | 1709-1741        | Arvid Lindman                            | 1670             | 1741                        | Den förste kyrkoherde sedan reformationen som inte var släkt med sin företrädare                       |
| 7.     | 1742-1776        | Anders Forselius                         | -                | 12 maj 1776                 | Svärson till företrädaren. Blev prost 1761                                                             |
| 8.     | 1777-1800        | Jöns Forselius                           | 6 oktober 1748   | 8 mars 1800                 | Son till företrädaren. Blev prost 1799. Hans änka gifte om sig med väckelsepredikanten Jacob Otto Hoof |
| 9.     | 1801-1827        | Anders Freding                           | 1756             | 1827                        | Född i Torestorp. Fadern soldat Erik Frisk.                                                            |
| 10.    | 1827-            | Sven Johan Meuller                       | 1791             | 1867 (Värö)                 | Utnämndes år 1841 till kyrkoherde i Värö                                                               |
| 11.    | 1842-            | Johan Larsson                            | 1806             | 1884 (Skredsvik)            | Blev prost 1854 och utnämndes år 1858 till kyrkoherde i Skredsvik                                      |
| 12.    | 1861-1877        | Oscar Wetterberg                         | 16 december 1815 | 27 januari 1893 (Sätila)    | Tillträdde år 1877 som kyrkoherde i Sätila                                                             |
| 13.    | 1878-1904        | Holger Hallbäck                          | 3 mars 1846      | 16 juli 1904                | - |
| 14.    | 1906-1932        | Åke Perslow                              | 1 juni 1862      | 31 januari 1932             | Blev kontraktsprost i Kinds kontrakt 1928                                                              |
| 15.    | 1933-1950        | Gottfrid Larsson                         | 8 januari 1890   | 25 november 1950            | |
| 16.    | 1951-            | Henry Widegren                           | 17 december 1908 | 23 oktober 1984 (Uddevalla) | - |

## Förteckning över komministrar i Älvsered
| Nummer | Tjänstgörande år | Namn                                      | Född             | Död                                      | Övrigt |
| ------ | ---------------- | ----------------------------------------- | ---------------- | ---------------------------------------- | --- |
| 1.     | 1626-1634        | Petrus Suenonis Fristadius (Per Svensson) | -                | 1656 (Åsle)                              | Blev år 1634 domkyrkosyssloman i Skara och dog som kyrkoherde i Åsle                                                         |
| 2.     | omkring 1642     | Petrus Johannis (Per Jönsson)             | -                | -                                        | - |
| 3.     | -                | Arvid Brunelius                           | -                | -                                        | - |
| 4.     | 1681-            | Petrus Arvidi Ljung (Per Arvidsson)       | -                | 6 juni 1708 (Morup)                      | Blev kyrkoherde i Morup 1702                                                                                                 |
| 5.     | 1695-1714        | Måns Klingius                             | 1642             | 1714                                     | - |
| 6.     | 1714-1756        | Mårten Elmelius                           | 1689             | 1759                                     | Blev emeritus 1756 |
| 7.     | 1757-1799        | Anders Lindstedt                          | 18 december 1714 | 1799                                     | - |
| 8.     | 1800-1836        | Peter Johan Liliedahl                     | 1766             | 1836                                     | Blev vice pastor 1821 |
| 9.     | 1836-1850        | Johan Claesson                            | 1791             | 1850                                     | En av de stora förgrundsgestalterna inom Schartauanismen                                                                     |
| 10.    | 1850-            | Jonas Lindskog                            | 1812             | 18 februari 1884 (Hunnestads församling) | Blev år 1860 kyrkoherde i Dalstorps socken och år 1869 Hunnestads församling. Utnämnd prost                                  |
| 11.    | 1861-1868        | Jacob Adrian Thorwald                     | 1816             | 1868                                     | - |
| 12.    | 1868-            | Johan Relfsson                            | 16 maj 1836      | 23 juni 1917 (Istorp)                    | Blev år 1871 kyrkoherde i Torestorp och år 1878 i Istorp. Blev prost 1887                                                    |
| 13.    | 1872-1874        | Johan Sjöblom                             | 16 augusti 1844  | 25 maj 1900 (Fjärås församling)          | Lämnade tjänsten efter två år, blev år 1879 kyrkoherde i Torestorps församling och år 1869 Fjärås församling.                |
| 14.    | 1874-1879        | Wilhelm Lindeberg                         | 23 november 1845 | 2 september 1907 (Göteborg)              | Tog avsked 1879 och blev år 1882 kyrkoherde i Mölndal. Blev prost 1887 och tog på egen begäran avsked från prästämbetet 1904 |
| 15.    | 1880-1899        | Carl Christenson                          | 28 maj 1854      | 3 juni 1937 (Fritsla)                    | Tillträdde år 1899 som kyrkoherde i Fritsla.                                                                                 |
| 16.    | 1899-1918        | Carl Norén                                | 4 juli 1861      | 24 juni 1942 (Östad)                     | Tillträdde år 1918 som kyrkoherde i Breareds församling. Emeritus 1938                                                       |
| 17.    | 1918-1933        | Daniel Ysander                            | 9 januari 1890   | 20 december 1958 (Kungsbacka)            | Tillträdde år 1933 som kyrkoherde i Kungsbacka. Emeritus 1958                                                                |
| 18.    | 1934-1947        | Carl-Gustaf Muhl                          | 1 oktober 1906   | 2 juli 1975 (Väröbacka)                  | Tillträdde år 1947 som kyrkoherde i Värö. Kontraktsprost 1964                                                                |
| 19.    | 1948-1955        | Arvid Brander                             | 11 juli 1909     | 15 juli 1990 (Bergsjön)                  | Tog på egen begäran avsked 1957 och verkade sedan som präst först i Stockholms- sedan i Strängnäs stift                      |
| 20.    | 1955-1956        | Sven Brohall                              | 15 februari 1918 | 23 september 1988 (Örgryte)              | Efter olika tjänster som kyrkoadjunkt, tillträdde han år 1962 som komminister i Surteby-Kattunga församling                  |
| 21.    | 1956-1961        | Torsten Bokedahl                          | 4 januari 1915   | 29 juli 2000 (Valbo)                     | Tillträdde år 1962 som kyrkoadjunkt i Skallsjö församling                                                                    |
| 22.    | 1962-            | Rune Unger                                | -                | -                                        | Sedan 1959 komminister i Torestorp                                                                                           |